# 沈以藩
沈以藩（1928年—1994年），男，祖籍江苏吴江，生于上海，中华圣公会主教，曾任中国基督教协会副会长兼总干事，第八届全国政协委员。